# شمولية التخلق
شمولية التخلق (بالإنجليزية: Pangenesis)‏ كانت آلية توريث افترضها تشارلز داروين. فقد عرض هذه النظرية المؤقتة عام 1868 في كتابه تنوع الحيوانات والنباتات تحت التدجين. وقد تم استبدالها في نهاية المطاف بقوانين مندل الوراثية.